# Thalassocaris crinita
Thalassocaris crinita is een garnalensoort uit de familie van de Thalassocarididae. De wetenschappelijke naam van de soort is voor het eerst geldig gepubliceerd in 1852 door Dana.